# Canton d'Ahun
Le canton d'Ahun est une circonscription électorale française située dans le département de la Creuse et la région Nouvelle-Aquitaine.
À la suite du redécoupage cantonal de 2014, les limites territoriales du canton sont remaniées. Le nombre de communes du canton passe de 11 à 27.

## Histoire
Le canton d'Ahun a été créé en 1790.
Un nouveau découpage territorial de la Creuse entre en vigueur à l'occasion des élections départementales de mars 2015, défini par le décret du 17 février 2014, en application des lois du 17 mai 2013 (loi organique 2013-402 et loi 2013-403). Les conseillers départementaux sont, à compter de ces élections, élus au scrutin majoritaire binominal mixte. Les électeurs de chaque canton élisent au Conseil départemental, nouvelle appellation du Conseil général, deux membres de sexe différent, qui se présentent en binôme de candidats. Les conseillers départementaux sont élus pour 6 ans au scrutin binominal majoritaire à deux tours, l'accès au second tour nécessitant 12,5 % des inscrits au 1er tour. En outre la totalité des conseillers départementaux est renouvelée. Ce nouveau mode de scrutin nécessite un redécoupage des cantons dont le nombre est divisé par deux avec arrondi à l'unité impaire supérieure si ce nombre n'est pas entier impair, assorti de conditions de seuils minimaux. Dans la Creuse, le nombre de cantons passe ainsi de 27 à 15. Le nombre de communes du canton d'Ahun passe de 11 à 27.
Le nouveau canton d'Ahun est formé de communes des anciens cantons d'Ahun (8 communes), de Saint-Sulpice-les-Champs (10 communes) et de Pontarion (9 communes). Avec ce redécoupage administratif, le territoire du canton s'affranchit des limites d'arrondissements, avec 17 communes incluses dans l'arrondissement de Guéret et 10 dans l'arrondissement d'Aubusson. Le bureau centralisateur est situé à Ahun.

## Géographie
Ce canton est organisé autour d'Ahun dans les arrondissements d'Aubusson et de Guéret. Son altitude varie de 320 m (Pionnat) à 685 m (Maisonnisses) pour une altitude moyenne de 493 m.

## Représentation

### Conseillers généraux de 1833 à 2015
| Période         | Période          | Identité                                          | Étiquette                       | Qualité |
| --------------- | ---------------- | ------------------------------------------------- | ------------------------------- | --- |
| 1833            | 1836 (démission) | Vicomte Léonard de Barthon de Montbas (1770-1850) |                                 | Propriétaire du château de Massenon à Ahun |
| 1836            | 1861             | Adrien François Charière (?-1877)                 |                                 | Notaire, maire d'Ahun |
| 1861            | 1870             | Louis-Casimir Lasnier                             |                                 | Avocat, juge de paix |
| 1870            | 1923 (décès)     | Alphonse Defumade                                 | Républicain Gauche démocratique | Avocat et propriétaire agricole à Ahun Député (1893-1898 et 1902-1907) Sénateur (1907-1921) Président du Conseil Général (1907-1923) Maire d'Ahun (1900-1908) |
| 24 février 1924 | 1934             | Émile Legrand                                     | SFIO                            | Maire de Maisonnisses |
| 1934            | 1940             | Adrien Coursaget (1886-1950)                      | Rad.                            | Agent d'assurances Maire d'Ahun (1930-1944) Nommé conseiller départemental en 1942                                                                            |
|                 |                  |                                                   |                                 | |
| 1945            | 1967             | Marcel Arnaud                                     | SFIO                            | Négociant à Paris Adjoint puis Maire d'Ahun (1947-1971) |
| 1967            | 1979             | Camille Aumasson (1905-1997)                      | SFIO puis PS                    | Maire d'Ahun (1944-1947 et 1971-1977) |
| 1979            | 1989 (démission) | Jean-Claude Pasty                                 | RPR                             | Fonctionnaire Député (1978-1981) Conseiller régional (1986-1998)                                                                                              |
| 1989            | 2015             | Jean Auclair                                      | RPR puis UMP                    | Éleveur et négociant en bestiaux Député (1993-2012) maire de Cressat (1977-2020)                                                                              |

Le canton d'Ahun est dans l'arrondissement de Guéret d'un point de vue administratif et dans la circonscription électorale d'Aubusson ou 2e circonscription pour le découpage électoral.

#### Élection cantonale de mars 2004
- 1er tour :

| Nom                    | Parti politique        | Score obtenu |
| ---------------------- | ---------------------- | ------------ |
| Jean Auclair           | UMP                    | 46,82 %      |
| Jean-Claude Trunde     | PS                     | 34,71 %      |
| Jean-Michel Vuillemain | PCF                    | 2,66 %       |
| Joël Lainé             | LCR                    | 5,54 %       |
| Régis Paraye           | Parti des travailleurs | 3,22 %       |
| Claude Pican           | FN                     | 7,04 %       |

Il y a donc eu ballottage.
- 2e tour :

| Nom                | Parti politique | Score obtenu | Résultat |
| ------------------ | --------------- | ------------ | -------- |
| Jean Auclair       | UMP             | 52,24 %      | élu      |
| Jean-Claude Trunde | PS              | 47,76 %      | battu    |

### Conseillers d'arrondissement (de 1833 à 1940)
Le canton d'Ahun appartenait à l'Arrondissement de Guéret.
| Période                                  | Période      | Identité                             | Étiquette | Qualité |
| ---------------------------------------- | ------------ | ------------------------------------ | --------- | --- |
| 1833                                     | 1836         | Jean Annet Perdrix (1799-1876)       |           | Ancien notaire, propriétaire à Pionnat                                                                      |
| 1836                                     | 1845         | Sylvain Séguy (de) Saint-Hilaire     |           | Propriétaire, maire de Saint-Yrieix-les-Bois                                                                |
| 1845                                     | 1848         | Prosper Agricole Jorrand (1799-1866) |           | Notaire, adjoint au maire d'Ahun                                                                            |
|                                          |              |                                      |           | |
| 1874                                     | 1895 (décès) | Henri Bimbard (1822-1895)            |           | Médecin, maire d'Ahun (1877-1884)                                                                           |
|                                          |              |                                      |           | |
| 1925                                     | 1930 (décès) | Étienne Guittard (1866-1930)         | SFIO      | Retraité à Ahun                                                                                             |
| 1930                                     | 1937         | Louis Duclosson                      | SFIO      | Négociant en chapellerie à Ahun                                                                             |
| 1937                                     | 1940         | Henri Dufaut                         | SFIO      | Maire de Maisonnisses                                                                                       |
| 1940                                     |              |                                      |           | Les conseils d'arrondissement ont été suspendus par la loi du 12 octobre 1940 et n'ont jamais été réactivés |
| Les données manquantes sont à compléter. |              |                                      |           | |

Sources : Journal L'union démocratique de la Creuse, sur le site des archives départementales.

### Conseillers départementaux après 2015
| Période élective | Période élective | Mandat | Mandat   | Identité          | Nuance | Nuance | Qualité |
| ---------------- | ---------------- | ------ | -------- | ----------------- | ------ | ------ | --- |
| 2015             | 2021             | 2015   | 2021     | Catherine Defemme |        | LR     | Maire de Saint-Michel-de-Veisse 2e vice-présidente du Conseil départemental, chargée des ressources humaines                                                     |
| 2015             | 2021             | 2015   | 2021     | Thierry Gaillard  |        | LR     | Maire de Sardent 8e Vice-Président du Conseil départemental chargé de l'environnement, eau, assainissement et gestion des déchets 1er Vice-Président depuis 2019 |
| 2021             | 2028             | 2021   | en cours | Catherine Defemme |        | LR     | Conseillère sortante, 2ème Vice-Présidente chargée de l'accueil, de l'attractivité et de la culture                                                              |
| 2021             | 2028             | 2021   | en cours | Thierry Gaillard  |        | LR     | Conseiller sortant, 5ème Vice-Président chargé des ressources humaines et du développement durable                                                               |

### Résultats détaillés

#### Élections de mars 2015
À l'issue du 1er tour des élections départementales de 2015, trois binômes sont en ballottage : Catherine Defemme et Thierry Gaillard (Union de la Droite, 33,56 %), Céline Fouchet et Jacquy Guillon (PS, 30,85 %) et Jean-Marie Berthe et Diane De La Chapelle (FN, 21,15 %). Le taux de participation est de 62,71 % (3 651 votants sur 5 822 inscrits) contre 58,65 % au niveau départemental et 50,17 % au niveau national.
Au second tour, Catherine Defemme et Thierry Gaillard (Union de la Droite) sont élus avec 43,82 % des suffrages exprimés et un taux de participation de 67,15 % (1 613 voix pour 3 902 votants et 5 811 inscrits).
Le 2 avril 2015, Catherine Defemme est devenue 2e vice-présidente chargée des ressources humaines et Thierry Gaillard est devenu huitième vice-président chargé de l'environnement, de l'eau et de l'assainissement et de la gestion des déchets.

#### Élections de juin 2021
Le premier tour des élections départementales de 2021 est marqué par un très faible taux de participation (33,26 % au niveau national). Dans le canton d'Ahun, ce taux de participation est de 45,87 % (2 572 votants sur 5 607 inscrits) contre 39,51 % au niveau départemental. À l'issue de ce premier tour, deux binômes sont en ballottage : Catherine Defemme et Thierry Gaillard (DVD, 48,58 %) et Thierry Cotiche et Patricia Laplanche (DVG, 37,89 %).
Le second tour des élections est marqué une nouvelle fois par une abstention massive équivalente au premier tour. Les taux de participation sont de 34,3 % au niveau national, 40,97 % dans le département et 47,57 % dans le canton d'Ahun. Catherine Defemme et Thierry Gaillard (DVD) sont élus avec 58,17 % des suffrages exprimés (1 438 voix pour 2 667 votants et 5 607 inscrits),,. 

## Composition

### Composition avant 2015
Le canton d'Ahun regroupait onze communes.
| Nom                     | Code Insee | Codepostal | Superficie (km2) | Population (dernière pop. légale) | Densité (hab./km2) |
| ----------------------- | ---------- | ---------- | ---------------- | --------------------------------- | ------------------ |
| Ahun (chef-lieu)        | 23001      | 23150      | 33,74            | 1 528 (2012)                      | 45                 |
| Cressat                 | 23068      | 23140      | 33,41            | 559 (2012)                        | 17                 |
| Lépinas                 | 23107      | 23150      | 14,80            | 162 (2012)                        | 11                 |
| Maisonnisses            | 23118      | 23150      | 11,12            | 204 (2012)                        | 18                 |
| Mazeirat                | 23128      | 23150      | 7,80             | 138 (2012)                        | 18                 |
| Moutier-d'Ahun          | 23138      | 23150      | 9,91             | 154 (2012)                        | 16                 |
| Peyrabout               | 23150      | 23000      | 8,91             | 140 (2012)                        | 16                 |
| Pionnat                 | 23154      | 23140      | 41,77            | 754 (2012)                        | 18                 |
| Saint-Hilaire-la-Plaine | 23201      | 23150      | 11,06            | 209 (2012)                        | 19                 |
| Saint-Yrieix-les-Bois   | 23250      | 23150      | 15,70            | 292 (2012)                        | 19                 |
| Vigeville               | 23262      | 23140      | 7,27             | 169 (2012)                        | 23                 |

### Composition à partir de 2015
Le nouveau canton d'Ahun comprend vingt-sept communes entières.
| Nom                          | Code Insee | Intercommunalité    | Superficie (km2) | Population (dernière pop. légale) | Densité (hab./km2) | Modifier                                    |
| ---------------------------- | ---------- | ------------------- | ---------------- | --------------------------------- | ------------------ | ------------------------------------------- |
| Ahun (bureau centralisateur) | 23001      | CC Creuse Sud-Ouest | 33,74            | 1 442 (2022)                      | 43                 | modifier les données · modifier les données |
| Ars                          | 23007      | CC Creuse Sud-Ouest | 21,69            | 236 (2022)                        | 11                 | modifier les données · modifier les données |
| Banize                       | 23016      | CC Creuse Sud-Ouest | 15,24            | 181 (2022)                        | 12                 | modifier les données · modifier les données |
| Chamberaud                   | 23043      | CC Creuse Sud-Ouest | 7,44             | 97 (2022)                         | 13                 | modifier les données · modifier les données |
| La Chapelle-Saint-Martial    | 23051      | CC Creuse Sud-Ouest | 10,12            | 77 (2022)                         | 7,6                | modifier les données · modifier les données |
| Chavanat                     | 23060      | CC Creuse Sud-Ouest | 12,73            | 138 (2022)                        | 11                 | modifier les données · modifier les données |
| Le Donzeil                   | 23074      | CC Creuse Sud-Ouest | 13,54            | 188 (2022)                        | 14                 | modifier les données · modifier les données |
| Fransèches                   | 23086      | CC Creuse Sud-Ouest | 18,29            | 241 (2022)                        | 13                 | modifier les données · modifier les données |
| Janaillat                    | 23099      | CC Creuse Sud-Ouest | 28,29            | 319 (2022)                        | 11                 | modifier les données · modifier les données |
| Lépinas                      | 23107      | CC Creuse Sud-Ouest | 14,80            | 136 (2022)                        | 9,2                | modifier les données · modifier les données |
| Maisonnisses                 | 23118      | CC Creuse Sud-Ouest | 11,12            | 175 (2022)                        | 16                 | modifier les données · modifier les données |
| Mazeirat                     | 23128      | CA du Grand Guéret  | 7,80             | 123 (2022)                        | 16                 | modifier les données · modifier les données |
| Moutier-d'Ahun               | 23138      | CC Creuse Sud-Ouest | 9,91             | 161 (2022)                        | 16                 | modifier les données · modifier les données |
| Peyrabout                    | 23150      | CA du Grand Guéret  | 8,91             | 151 (2022)                        | 17                 | modifier les données · modifier les données |
| Pontarion                    | 23155      | CC Creuse Sud-Ouest | 5,25             | 359 (2022)                        | 68                 | modifier les données · modifier les données |
| La Pouge                     | 23157      | CC Creuse Sud-Ouest | 7,58             | 96 (2022)                         | 13                 | modifier les données · modifier les données |
| Saint-Avit-le-Pauvre         | 23183      | CC Creuse Sud-Ouest | 4,99             | 88 (2022)                         | 18                 | modifier les données · modifier les données |
| Saint-Georges-la-Pouge       | 23197      | CC Creuse Sud-Ouest | 24,09            | 361 (2022)                        | 15                 | modifier les données · modifier les données |
| Saint-Hilaire-la-Plaine      | 23201      | CC Creuse Sud-Ouest | 11,06            | 211 (2022)                        | 19                 | modifier les données · modifier les données |
| Saint-Hilaire-le-Château     | 23202      | CC Creuse Sud-Ouest | 19,59            | 225 (2022)                        | 11                 | modifier les données · modifier les données |
| Saint-Martial-le-Mont        | 23214      | CC Creuse Sud-Ouest | 10,25            | 264 (2022)                        | 26                 | modifier les données · modifier les données |
| Saint-Michel-de-Veisse       | 23222      | CC Creuse Sud-Ouest | 15,57            | 166 (2022)                        | 11                 | modifier les données · modifier les données |
| Saint-Yrieix-les-Bois        | 23250      | CA du Grand Guéret  | 15,70            | 281 (2022)                        | 18                 | modifier les données · modifier les données |
| Sardent                      | 23168      | CC Creuse Sud-Ouest | 41,11            | 758 (2022)                        | 18                 | modifier les données · modifier les données |
| Sous-Parsat                  | 23175      | CC Creuse Sud-Ouest | 9,14             | 114 (2022)                        | 12                 | modifier les données · modifier les données |
| Thauron                      | 23253      | CC Creuse Sud-Ouest | 22,34            | 170 (2022)                        | 7,6                | modifier les données · modifier les données |
| Vidaillat                    | 23260      | CC Creuse Sud-Ouest | 23,59            | 201 (2022)                        | 8,5                | modifier les données · modifier les données |
| Canton d'Ahun                | 2301       |                     | 423,88           | 6 959 (2022)                      | 16                 | modifier les données                        |

## Démographie

### Démographie avant 2015
| 1962  | 1968  | 1975  | 1982  | 1990  | 1999  | 2006  | 2011  | 2012  |
| ----- | ----- | ----- | ----- | ----- | ----- | ----- | ----- | ----- |
| 5 498 | 5 145 | 4 807 | 4 587 | 4 353 | 4 342 | 4 411 | 4 391 | 4 309 |

### Démographie depuis 2015
En 2022, le canton comptait 6 959 habitants, en évolution de −1,68 % par rapport à 2016 (Creuse : −3,32 %, France hors Mayotte : +2,11 %).
| 2013  | 2018  | 2022  |
| ----- | ----- | ----- |
| 7 099 | 6 997 | 6 959 |